# ليينز
ليينز هي مدينة نمساوية، وتقع في ولاية تيرول، ويبلغ ارتفاعها 678 م. وتحوي أيضا منتجعا للتزلج. وتضم شرق تيرول، وهي منطقة معزولة تقريبا عن وسط مقاطعة تيرول منذ عام 1919. المدينة هي المركز الإداري لمقاطعة ليينز التي لها حدود مشتركة مع إيطاليا.

## المناخ
يظهر الجدول التالي التغييرات المناخية على مدار السنة لليينز:
| البيانات المناخية لـليينز                                        | البيانات المناخية لـليينز | البيانات المناخية لـليينز | البيانات المناخية لـليينز | البيانات المناخية لـليينز | البيانات المناخية لـليينز | البيانات المناخية لـليينز | البيانات المناخية لـليينز | البيانات المناخية لـليينز | البيانات المناخية لـليينز | البيانات المناخية لـليينز | البيانات المناخية لـليينز | البيانات المناخية لـليينز | البيانات المناخية لـليينز |
| الشهر                                                            | يناير                     | فبراير                    | مارس                      | أبريل                     | مايو                      | يونيو                     | يوليو                     | أغسطس                     | سبتمبر                    | أكتوبر                    | نوفمبر                    | ديسمبر                    | المعدل السنوي             |
| ---------------------------------------------------------------- | ------------------------- | ------------------------- | ------------------------- | ------------------------- | ------------------------- | ------------------------- | ------------------------- | ------------------------- | ------------------------- | ------------------------- | ------------------------- | ------------------------- | ------------------------- |
| الدرجة القصوى °م (°ف)                                            | 12.9 (55.2)               | 21.0 (69.8)               | 24.0 (75.2)               | 25.9 (78.6)               | 30.0 (86.0)               | 33.0 (91.4)               | 37.7 (99.9)               | 33.7 (92.7)               | 30.0 (86.0)               | 26.0 (78.8)               | 17.2 (63.0)               | 15.5 (59.9)               | 37.7 (99.9)               |
| متوسط درجة الحرارة الكبرى °م (°ف)                                | 0.1 (32.2)                | 4.7 (40.5)                | 10.1 (50.2)               | 14.4 (57.9)               | 19.3 (66.7)               | 22.5 (72.5)               | 24.9 (76.8)               | 24.4 (75.9)               | 20.5 (68.9)               | 14.2 (57.6)               | 5.7 (42.3)                | 0.2 (32.4)                | 13.4 (56.1)               |
| المتوسط اليومي °م (°ف)                                           | −5.2 (22.6)               | −1.9 (28.6)               | 3.1 (37.6)                | 7.6 (45.7)                | 12.7 (54.9)               | 15.9 (60.6)               | 17.9 (64.2)               | 17.2 (63.0)               | 13.0 (55.4)               | 7.3 (45.1)                | 0.6 (33.1)                | −4.2 (24.4)               | 7.0 (44.6)                |
| متوسط درجة الحرارة الصغرى °م (°ف)                                | −9.0 (15.8)               | −6.3 (20.7)               | −1.6 (29.1)               | 2.1 (35.8)                | 6.7 (44.1)                | 9.9 (49.8)                | 11.8 (53.2)               | 11.5 (52.7)               | 7.8 (46.0)                | 3.0 (37.4)                | −2.7 (27.1)               | −7.3 (18.9)               | 2.2 (36.0)                |
| أدنى درجة حرارة °م (°ف)                                          | −24.7 (−12.5)             | −24.5 (−12.1)             | −15.6 (3.9)               | −5.7 (21.7)               | −7.4 (18.7)               | 1.3 (34.3)                | 3.1 (37.6)                | 1.8 (35.2)                | −2.2 (28.0)               | −11.6 (11.1)              | −18.8 (−1.8)              | −21.1 (−6.0)              | −24.7 (−12.5)             |
| الهطول مم (إنش)                                                  | 42.4 (1.67)               | 35.0 (1.38)               | 58.6 (2.31)               | 65.6 (2.58)               | 85.4 (3.36)               | 97.8 (3.85)               | 119.0 (4.69)              | 99.9 (3.93)               | 88.5 (3.48)               | 96.3 (3.79)               | 76.5 (3.01)               | 50.1 (1.97)               | 915.1 (36.03)             |
| متوسط تساقط الثلوج سم (إنش)                                      | 31.1 (12.2)               | 21.6 (8.5)                | 21.7 (8.5)                | 5.7 (2.2)                 | 1.0 (0.4)                 | 0.0 (0.0)                 | 0.0 (0.0)                 | 0.0 (0.0)                 | 0.0 (0.0)                 | 1.4 (0.6)                 | 18.1 (7.1)                | 29.1 (11.5)               | 129.7 (51.1)              |
| متوسط أيام هطول الأمطار (≥ 1.0 mm)                               | 5.4                       | 4.2                       | 5.7                       | 7.4                       | 10.6                      | 11.8                      | 11.2                      | 11.2                      | 7.9                       | 7.3                       | 6.4                       | 5.9                       | 95.0                      |
| متوسط الرطوبة النسبية (%) (at {{{time day}}})                    | 74.1                      | 55.4                      | 48.6                      | 46.8                      | 50.5                      | 51.7                      | 51.0                      | 52.7                      | 54.4                      | 57.8                      | 69.7                      | 79.9                      | 57.7                      |
| ساعات سطوع الشمس الشهرية                                         | 76.1                      | 151.2                     | 175.4                     | 175.8                     | 200.2                     | 205.6                     | 237.5                     | 227.7                     | 194.1                     | 164.6                     | 97.0                      | 46.2                      | 1٬952                     |
| نسبة وصول أشعة الشمس                                             | 41.7                      | 57.5                      | 55.3                      | 49.9                      | 48.6                      | 49.8                      | 56.4                      | 58.5                      | 60.2                      | 54.4                      | 45.5                      | 30.0                      | 50.7                      |
| المصدر: المعهد المركزي للأرصاد الجوية والديناميكا الجيوديناميكية |                           |                           |                           |                           |                           |                           |                           |                           |                           |                           |                           |                           |                           |

## توأمة
لليينز اتفاقيات توأمة مع كل من:
- غوريتسيا
- سلجوق

## أعلام
- أنطون شتاينر
- بيدا ويبر
- فاليري فون مارتنز
- فولفغانغ ماير
- جوسيف موسر